# Lodowiec Klubu Polarnego
Lodowiec Klubu Polarnego (ang. Polar Club Glacier) – lodowiec na południowym wybrzeżu Wyspy Króla Jerzego, między Czerwonym Wzgórzem a przylądkiem Stranger Point. Rozciąga się wzdłuż wybrzeży Cieśniny Bransfielda. U nasady łączy się z Kopułą Warszawy. Nazwa, nadana przez polską ekspedycję polarną w 1980 roku, pochodzi od Klubu Polarnego Polskiego Towarzystwa Geograficznego.